# 布施畑東出入口
布施畑東出入口（ふせはたひがしでいりぐち）は、兵庫県神戸市西区の阪神高速道路7号北神戸線の出入口。西宮山口JCT・中国自動車道方面のみ接続するハーフICである。
2024年（令和6年）9月3日より入口料金所がETC専用になっている。

## 道路

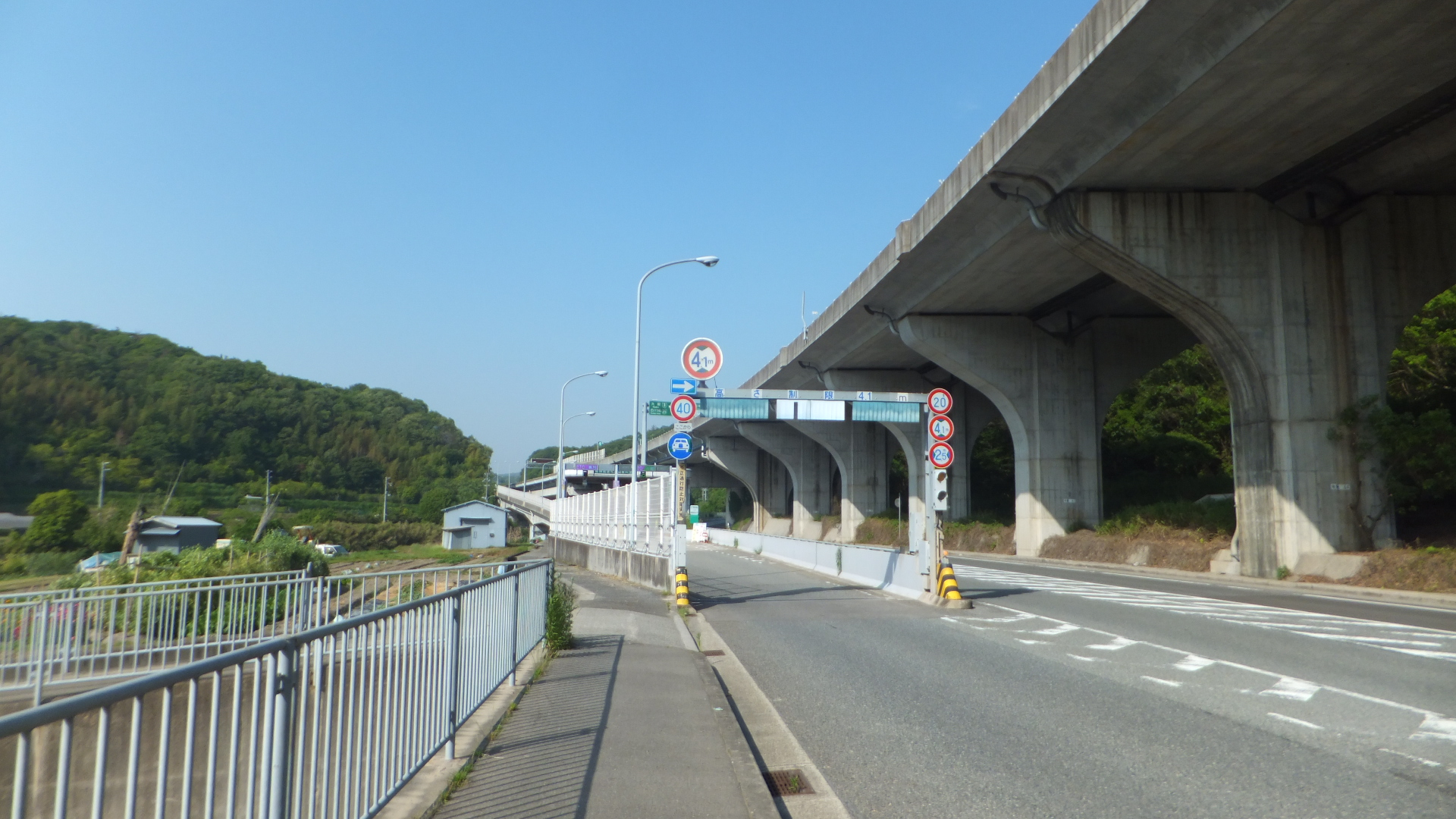
布施畑東出入口

- 阪神高速7号北神戸線(7-06)

## 接続する道路
- 兵庫県道16号明石神戸宝塚線
- 兵庫県道22号神戸三木線

## 料金所

### 布施畑東料金所
- ブース数：2
  - ETC専用：1
  - サポート：1

## 周辺
- 西神戸変電所

## 隣
阪神高速7号北神戸線
(7-05)布施畑西出入口 - (7-06)布施畑東出入口 - 白川JCT - (7-07)しあわせの村出入口/白川PA